# Islandia en el Festival de la Canción de Eurovisión 1986
Islandia participó en el Festival de la Canción de Eurovisión 1986 en Bergen, Noruega, con la canción «Gleðibankinn», interpretada por ICY, compuesta y escrita por Magnús Eiríksson. Los representantes islandeses fueron escogidos por medio del Söngvakeppni Sjónvarpsstöðva 1986, organizado por la RÚV. Islandia obtuvo el 16.º puesto el sábado 03 de mayo de 1986. Fue la primera vez que el país compitió en el Festival.

## Antecedentes
La Ríkisútvarpið (RÚV) es miembro activo de la Unión Europea de Radiodifusión (UER) desde 1956. El canal de televisión inició sus transmisiones en 1966. El Festival de la Canción de Eurovisión comenzó a ser emitido desde 1970, aunque lo hacía en diferido por medio de una grabación del programa. No fue hasta la edición de 1983 que lo emitió en directo, después de que el plan para transmitir el de 1982 fallara. El canal contó con una conexión satelital desde 1981, pero no pudo enviar una delegación al Festival hasta haber consolidado su conexión con el resto de Europa.

## Antes de Eurovisión
La RÚV confirmó sus intenciones de participar en el Festival de la Canción de Eurovisión 1986 el 28 de octubre de 1985. Islandia seleccionó a sus representantes mediante su final nacional, el Söngvakeppnin, conocido ese año como Söngvakeppni Sjónvarpsstöðva.

### Söngvakeppni Sjónvarpsstöðva 1986
El Söngvakeppni Sjónvarpsstöðva 1986 fue el formato de final nacional desarrollado por la RÚV para seleccionar la representación de Islandia en el Festival de la Canción de Eurovisión 1986. Fue emitido por Sjónvarpið y Rás 1, desde los estudios de televisión de la cadena. El presentador fue el músico Jónas R. Jónsson.

#### Formato
Diez canciones compitieron en el Söngvakeppni Sjónvarpsstöðva 1986. La canción ganadora fue elegida tras la realización de una única gala, el sábado 15 de marzo de 1986; siendo esta determinada por un jurado de cinco miembros: Finnur Torfi Stefánsson, Jón Gústafsson, Steinar Berg Ísleifsson, Sigrún Hjálmtýsdóttir y Þorgeir Ástvaldsson.

#### Participantes
El 05 de diciembre de 1985 la RÚV abrió el período de recepción de canciones, el cual concluyó el 25 de enero de 1986. Cada compositor podía enviar varias canciones, todas en islandés. La partitura, la letra y el casete con el audio, siendo este último opcional, debían estar marcados únicamente con el título de la canción, pues debían presentarse de forma anónima. El nombre del o los autores debían indicarse por separado en un sobre cerrado. Al finalizar el período de recepción de canciones, 287 candidaturas fueron recibidas. De estas, diez fueron seleccionadas para participar en la gala televisada. La decisión la tomó un jurado compuesto por: Egill Eðvarðsson, Þorgeir Ástvaldsson, Þorsteinn Jónsson y Jónas R. Jónsson.
Las diez canciones seleccionadas fueron interpretadas por la big band de la televisión (Stórsveit Sjónvarpsins), con los arreglos de Þórir Baldursson y Gunnar Þórðarson. Ambos arreglistas tenían canciones en la competencia, por lo que para evitar que tengan una ventaja sobre los demás compositores al poder arreglar sus propias canciones, a cada uno se le asignó el arreglo de la canción del otro.
Las canciones fueron presentadas al público en una serie de programas emitidos los días 7, 8, 9, 11  y 12 de marzo de 1986. En cada uno fueron exhibidas dos de las canciones. En la siguiente tabla, las canciones están colocadas por orden de presentación:
| Artista                                   | Canción (Traducción)                                                        | Compositores Música (m) y Letra (l)                                                 |
| ----------------------------------------- | --------------------------------------------------------------------------- | ----------------------------------------------------------------------------------- |
| Pálmi Gunnarsson                          | Gleðibankinn (El banco de la alegría)                                       | - Magnús Eiríksson (m/l)                                                            |
| Björgvin Halldórsson                      | Ég lifi í draumi (Vivo en un sueño)                                         | - Eyjólfur Kristjánsson (m) - Aðalsteinn Ásberg Sigurðsson (l)                      |
| Erna Gunnarsdóttir                        | Vögguvísa (Canción de cuna)                                                 | - Ólafur Haukur Símonarson (m/l)                                                    |
| Erna Gunnarsdóttir & Björgvin Halldórsson | Með vaxandi þrá (Con creciente deseo)                                       | - Geirmundur Valtýsson (m) - Hjálmar Jónsson (l)                                    |
| Eiríkur Hauksson                          | Þetta gengur ekki lengur (Esto no puede continuar)                          | - Ómar Halldórsson (m/l)                                                            |
| Erna Gunnarsdóttir & Pálmi Gunnarsson     | Út vil ek (Quiero salir)                                                    | - Valgeir Guðjónsson (m/l)                                                          |
| Pálmi Gunnarsson                          | Syngdu lag (Canta una canción)                                              | - Þórir Baldursson (m) - Rúnar Júlíusson (l)                                        |
| Eiríkur Hauksson                          | Gefðu mér gaum (Préstame atención)                                          | - Gunnar Þórðarson (m) - Ólafur Haukur Símonarson (l)                               |
| Eiríkur Hauksson                          | Mitt á milli Moskvu og Washington (A medio camino entre Moscú y Washington) | - Ragnhildur Gísladóttir (m) - Jakob Frímann Magnússon (m) - Valgeir Guðjónsson (l) |
| Björgvin Halldórsson                      | Ef (Si)                                                                     | - Jóhann G. Jóhannsson (m/l)                                                        |

### Final
La final tuvo lugar el sábado 15 de marzo de 1986. Las ganadoras del Festival de la Canción de Eurovisión 1985, Bobbysocks, fueron las invitadas especiales, y presentaron su canción ganadora «La det swinge», y un par de nuevas canciones, «Midnight Rocks» y «Waiting for the Morning». El vestuario de los miembros de la banda y los cantantes, excepto el de Björgvin Halldórsson, estuvo a cargo de Dóra Einarsdóttir.
Los nombres de los compositores participantes fueron revelados justo antes de señalar al ganador. De estos, estuvieron presentes en la gala, en el orden en que fueron presentados: Magnús Eiríksson, Þórir Baldursson, Rúnar Júlíusson, Jóhann G. Jóhannsson, Eyjólfur Kristjánsson, Aðalsteinn Ásberg Sigurðsson, Ágúst Guðmundssson (en representación de Valgeir Guðjónsson, Jakob Frímann Magnússon y Ragnhildur Gísladóttir), Geirmundur Valtýsson, Gunnar Þórðarson, Ólafur Haukur Símonarson y Ómar Halldórsson. Solo el ganador fue anunciado: «Gleðibankinn», compuesto por Magnús Eiríksson.
| Final (15 de marzo de 1986) | Final (15 de marzo de 1986)               | Final (15 de marzo de 1986)       | Final (15 de marzo de 1986) |
| #                           | Artista                                   | Canción                           | Puesto                      |
| --------------------------- | ----------------------------------------- | --------------------------------- | --------------------------- |
| 1                           | Pálmi Gunnarsson                          | Gleðibankinn                      | 1                           |
| 2                           | Eiríkur Hauksson                          | Þetta gengur ekki lengur          | —                           |
| 3                           | Erna Gunnarsdóttir & Björgvin Halldórsson | Með vaxandi þrá                   | —                           |
| 4                           | Pálmi Gunnarsson                          | Syngdu lag                        | —                           |
| 5                           | Eiríkur Hauksson                          | Gefðu mér gaum                    | —                           |
| 6                           | Erna Gunnarsdóttir & Pálmi Gunnarsson     | Út vil ek                         | —                           |
| 7                           | Björgvin Halldórsson                      | Ef                                | —                           |
| 8                           | Erna Gunnarsdóttir                        | Vögguvísa                         | —                           |
| 9                           | Eiríkur Hauksson                          | Mitt á milli Moskvu og Washington | —                           |
| 10                          | Björgvin Halldórsson                      | Ég lifi í draumi                  | —                           |

Entre el lunes 17 y el martes 18 de marzo de 1986 la RÚV estuvo realizando audiciones para seleccionar a quién o quiénes presentarían la canción elegida en el Festival. Finalmente, el 19 de marzo de 1986 fue anunciado en un comunicado de prensa que Pálmi Gunnarsson, Helga Möller y Eiríkur Hauksson interpretarían la canción en Bergen.

## En Eurovisión
El 22 de noviembre de 1985 fue realizado el sorteo del orden de presentación en el Festival de las delegaciones participantes, el cual también definía el orden de votación. Esto determinó que Islandia debía presentarse en 6.º lugar, después del Reino Unido y antes de los Países Bajos en la final del 03 de mayo de 1986.
Para Eurovisión, la canción seleccionada recibió algunas modificaciones en la letra. La RÚV decidió que Pálmi Gunnarsson se presentara junto a Helga Möller y Eiríkur Hauksson, comprendiendo el trío ICY. Al final de las votaciones habían recibido 19 puntos, colocándose 16.º de un total de 20 países compitiendo. Los primeros puntos otorgados a Islandia provinieron de los Países Bajos (quién dio a la canción cinco de los 19 puntos).
El comentarista de la transmisión del Festival por la Sjónvarpið y Rás 1 fue Þorgeir Ástvaldsson. La portavoz de los votos de Islandia en la final fue Guðrún Skúladóttir.

### Puntos otorgados a Islandia
| Final          | Final     | Final    | Final              | Final    |
| 12 puntos      | 10 puntos | 8 puntos | 7 puntos           | 6 puntos |
| -------------- | --------- | -------- | ------------------ | -------- |
|                |           |          |                    | - España |
| 5 puntos       | 4 puntos  | 3 puntos | 2 puntos           | 1 punto  |
| - Países Bajos | - Chipre  |          | - Suecia - Turquía |          |

### Puntos otorgados por Islandia
Los once miembros del jurado islandés fueron Berglind Orradóttir, Davíð Scheving Thorsteinsson, Elsa Björnsdóttir, Guðjón Vigfússon, Guðlaug Þorsteinsdóttir, Karl Þorsteins, Margrét Stefánsdóttir, Ríkharður Ríkharðsson, Salome Þorkelsdóttir, Sigurdór Sigurdórsson, Svanhildur Kristjónsdóttir.
| Final     | Final      |
| --------- | ---------- |
| 12 puntos | Suecia     |
| 10 puntos | Bélgica    |
| 8 puntos  | Irlanda    |
| 7 puntos  | Dinamarca  |
| 6 puntos  | Finlandia  |
| 5 puntos  | Yugoslavia |
| 4 puntos  | Noruega    |
| 3 puntos  | Suiza      |
| 2 puntos  | España     |
| 1 punto   | Luxemburgo |